# Вибори до Європейського парламенту 2024 в Німеччині
Вибори до Європейського парламенту 2024 року в Німеччині відбулися 9 червня 2024 року.  Це були десяті парламентські вибори після перших прямих виборів у 1979 році та перші вибори до Європейського парламенту після Brexit.  
На виборах ХДС/ХСС трохи збільшила свою частку голосів, в той час як всі три партії, що входять до складу уряду - СДПН, Зелені і ВДП - заробили менше голосів, ніж п'ять років тому, зокрема, Зелені зазнали особливо великих втрат.  І навпаки, ультраправа АдН зросла як голосами, так і місцями, посівши друге місце. 
Існувала жорстка регіональна нерівність: АдН виграла принаймні більшість у всіх округах, крім шести, у колишніх Східної Німеччини, крім шести: Потсдам і Потсдам-Міттельмарк у Бранденбурзі, міста Ерфурт, Єна та Веймар, а також традиційно католицький Айхсфельд у Тюрінгії . Новостворена лівопопулістська партія «Альянс Сахра Вагенкнехт» також залучила значну кількість виборців, і її підтримка також була найвищою в колишніх східнонімецьких землях.

## Фон
Вибори до Європейського парламенту 2024 року були першими національними виборами в Німеччині після федеральних виборів 2021 року, на яких Християнсько-демократична партія колишнього канцлера Ангели Меркель , ХДС-ХСС, програла Соціал-демократичній партії (СДПН) на чолі з Олафом Шольцем  яка сформувала « світлофорну коаліцію » з Вільною демократичною партією (ВДП) і Альянсом 90/Зелених . Перед цими виборами коаліція знизила вік голосування на виборах до Європарламенту з 18 до 16 років. 

## Виборчий поріг
Починаючи з виборів до Європейського парламенту 2014 року,Німеччина не має переважного порогу частки голосів, необхідного для того, щоб партія отримала місце в ЄП - на відміну від 5% бар'єру на національних виборах. Це дозволило низці менших партій отримати представництво, оскільки вони повинні досягти лише близько 0,5% частки голосів, необхідної для отримання першого місця за методом Вебстера/Сент-Лаґе .
Німеччина має право обирати 96 членів Європейського парламенту . 
Хоча Європейська Рада рекомендувала країнам з більш ніж 35 депутатами Європарламенту ввести поріг від 2% до 5%, німецький уряд відмовився від своїх планів щодо порогу в 2% в листопаді 2018 року.  У 2022 році уряд вирішив запровадити 2% бар’єр, але на виборах 2024 року він ще не діятиме.  У 2019 році фактичний прохідний бар’єр для місця становив близько 0,7% голосів.

## Партії, які ведуть виборчу кампанію

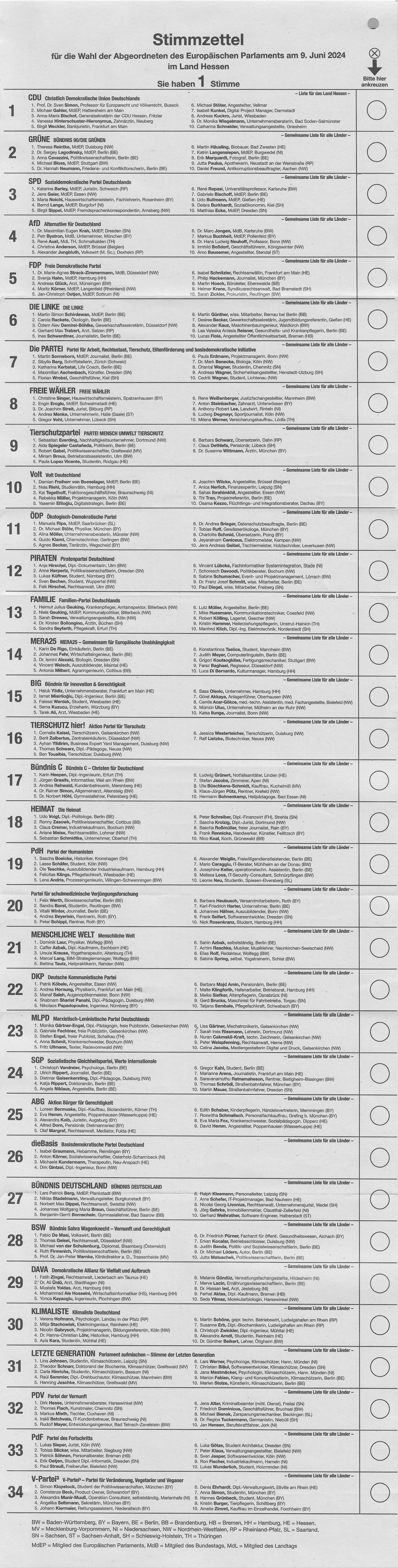
Бюлетень для виборів до Європарламенту в Гессені

Політичні партії та інші політичні об'єднання можуть подавати списки на європейські вибори. Списки повинні бути подані до 83-го дня до виборів. Загальнонаціональні списки повинні бути підписані 4000 виборцями, державні списки - 1 на тисячу, але не більше 2000 виборців відповідної держави (розділ 9 (5) EuWG). Партії, які були представлені в Бундестазі, регіональному парламенті чи Європейському парламенті принаймні з п’ятьма членами після останніх виборів, звільняються від обов’язку подавати підписи на підтримку. Це (відсортовано за результатами виборів 2019):
| вечірка | вечірка          | Європейська партія | Група      | Результат 2019 року | Топ-кандидат                       |
| ------- | ---------------- | ------------------ | ---------- | ------------------- | ---------------------------------- |
|         | ХДС / ХСС        | EPP                | EPP        | 28,9%               | Манфред Вебер                      |
|         | зелень           | EGP                | Greens/EFA | 20,5%               | Террі Райнтке, Сергій Лагодинський |
|         | СПД              | PES                | S&D        | 15,8%               | Катаріна Барлі                     |
|         | AfD              | ID                 | ID         | 11,0%               | Максиміліан Крах                   |
|         | Ліворуч          | PEL                | GUE/NGL    | 5,5%                | Мартін Ширдеван, Карола Рекет      |
|         | FDP              | ALDE               | Відновити  | 5,4%                | Марі-Агнес Штрак-Ціммерман         |
|         | FW               | EDP                | Відновити  | 2,2%                | Крістін Сінгер                     |
|         | Альянс Німеччина | –                  | ECR        | –                   | Ларс Патрік Берг                   |

Наступні інші партії в даний час представлені в Європейському парламенті по одному депутату::
| вечірка | вечірка         | Європейська партія | Група      | Результат 2019 року | Топ-кандидат                   |
| ------- | --------------- | ------------------ | ---------- | ------------------- | ------------------------------ |
|         | PARTEI          | –                  | Ненаписи   | 2,4%                | Мартін Зоннеборн, Сібілла Берг |
|         | ÖDP             | –                  | Greens/EFA | 1,0%                | Мануела Ріпа                   |
|         | Сімейна вечірка | ECPM               | EPP        | 0,7%                | Гельмут Геукінг                |
|         | вольт           | вольт              | Greens/EFA | 0,7%                | Деміан Бозелагер, Нела Ріль    |
|         | Пірати          | ППЕУ               | Greens/EFA | 0,7%                | Аня Хіршель                    |

Прийнято федеральні списки інших партій і політичних об’єднань: 

## Суперечки

### Напади на учасників виборчої кампанії
В останній тиждень квітня 2024 року на працівників кампанії Зелених, Вольта та Лівої партії напали, а в деяких випадках вони отримали поранення під час розклеювання плакатів. 
3 травня 2024 року на Матіаса Еке ( СДПН ) напали під час розклеювання плакатів до виборів до Європарламенту 2024 року в Дрездені . Він отримав перелом очної ямки і був змушений прооперуватись.  Держохорона взялася за розслідування, оскільки припускали, що напад був політично мотивованим.   Незадовго до цього на співробітника кампанії Bündnis 90/Die Grünen вже напали в тому ж місці під час розклеювання плакатів.  5 травня 17-річний юнак здався та зізнався у нападі на Еке.  Тоді також було встановлено особи трьох інших підозрюваних.  Після інциденту в Дрездені альянси «Zusammen gegen Rechts» і «Wir sind die Brandmauer Dresden» закликали до демонстрацій у Дрездені та Берліні 5 травня 2024 року.  У Дрездені 3000 учасників зібралися на знак солідарності після нападу; демонстрація проходила під гаслом «Насильству немає місця в нашій демократії». 
4 травня 2024 року Хольгера Кюнленца, члена парламенту землі Нижня Саксонія від AfD, закидали яйцями в Нордгорні та вдарили кулаком по обличчю.   Крім того, постраждав передвиборчий стенд AfD у Дрездені. 
5 червня 2024 року Генріх Кох, кандидат у місцеву раду від AfD, отримав ножове поранення в Мангеймі під час «протистояння вандалам з плакатами».  Інший напад із застосуванням ножа стався в Мангеймі кількома днями раніше .

## Результати

Результати виборів, що показують кількість голосів за муніципалітетом

Результати Союзу по державах

Результати AfD за штатами

Результати SPD за державами

Результати Grüne за державами

Результати BSW за державами

Результати FDP за штатами

### Результати за державами

Розмах AfD за штатом:

Голосування ХДС/ХСС
Голосування за AfD
Голосування СДПН
Зелене голосування
Голосування BSW
Голосування FDP
Лінке голосування
FW голосування
Вольтове голосування
Голосування ПАРТІЇ
Голосування в APP
ODP голосування